# Glyphaea brevis
Glyphaea brevis là một loài thực vật có hoa trong họ Cẩm quỳ. Loài này được (Spreng.) Monach. mô tả khoa học đầu tiên năm 1948.